# Малах (нохія)

Нохія Малах на мапі мінтака Сальхад

Нохія Малах (араб. ناحية ملح) — нохія  у Сирії, що входить до складу мінтаки Сальхад мухафази Ес-Сувейда. Адміністративний центр — поселення Малах.
До нохії належать такі поселення:
- Малах → (Malah);
- Абу-Зурейк → (Abu Zurayq);
- Бахам → (Baham);
- Аль-Харісі → (al-Harisi);
- Аль-Хувайя → (al-Huwayya);
- Хазмах → (Khazmah);
- Кайсамах → (Qaysamah);
- Шааф → (Sha'af);
- Аш-Шіаб → (al-Shi'ab);
- Телл-аль-Лоз → (Tell al-Lawz);
- Тлейлін → (Tulaylin);.